# Corbera d’Ebre

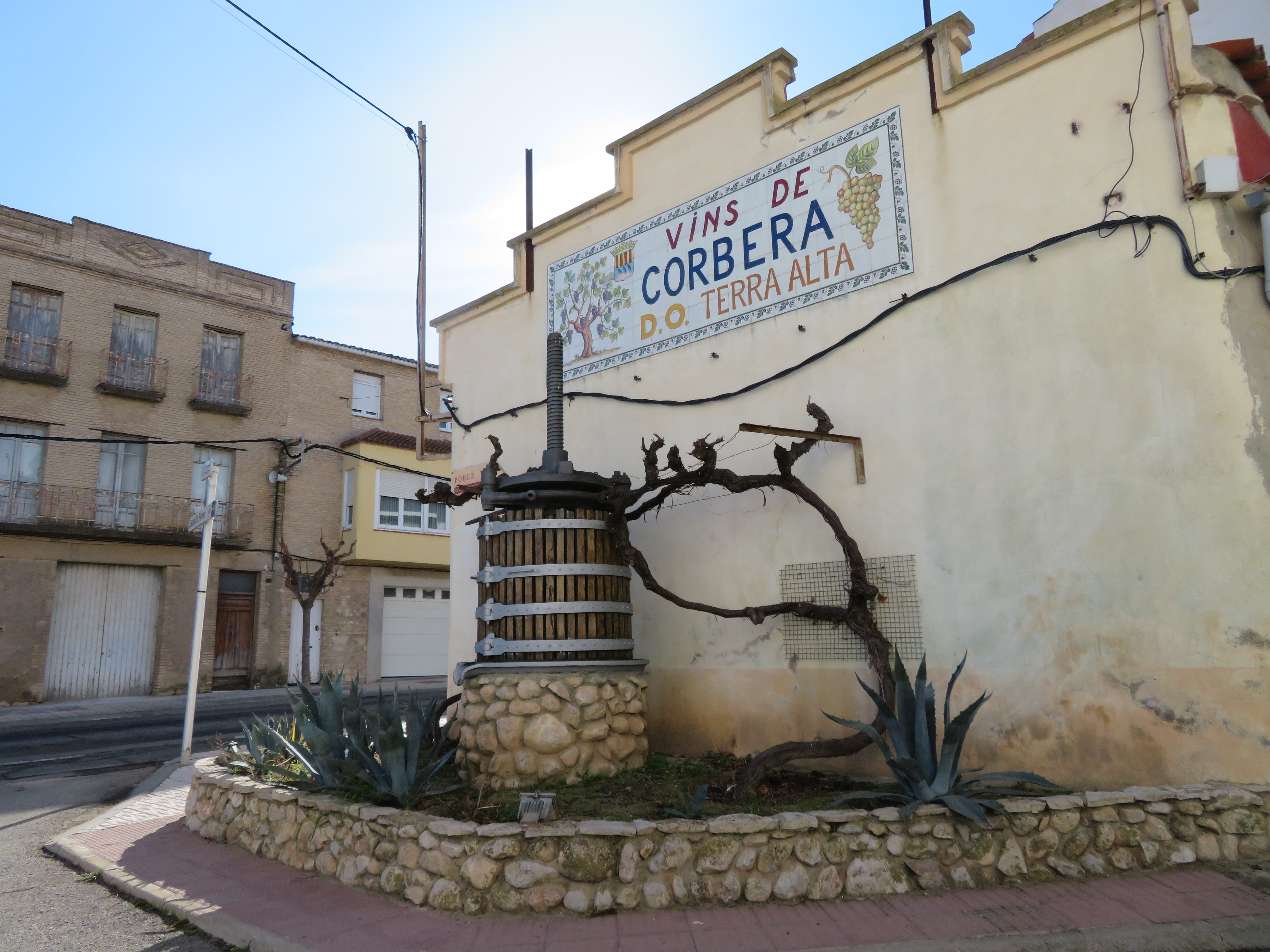
Corbera d’Ebre

Corbera d’Ebre ist eine katalanische Gemeinde in der Provinz Tarragona im Nordosten Spaniens. Sie liegt in der Comarca Terra Alta.
Corbera d’Ebre war zwischen Juli und November 1938 Schauplatz der blutigen Ebroschlacht während des Spanischen Bürgerkriegs. Im Verlaufe dieser Schlacht wurde der gesamte damalige Ort auf dem Hügel zerstört und die Bewohner mussten in der Folge unterhalb, entlang der Straße umsiedeln.
Das zerstörte und unbewohnbare Poble Vell (‚Alte Dorf‘) auf dem Hügel ist seit dem 20. Juli 1992 ein Kulturdenkmal und Mahnmal gegen den Krieg.

## Gemeindepartnerschaft
Corbera d’Erbre unterhält eine Partnerschaft mit der französischen Gemeinde Rimont.

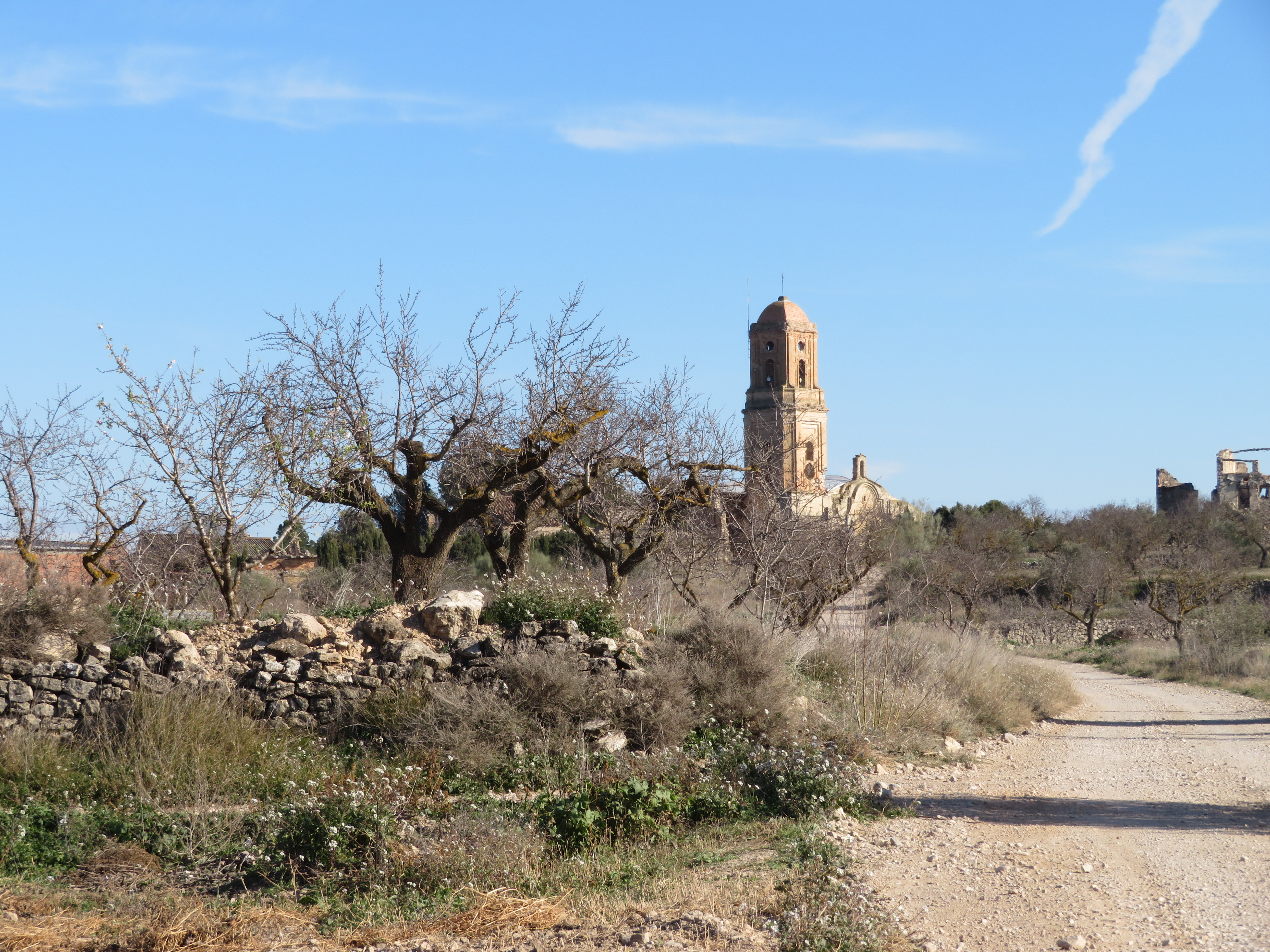
Corbera d’Ebre